# André Geoffroy (homme politique)
Cet article concerne le médecin et homme politique. Pour le militaire et Compagnon de la Libération, voir André Geoffroy (militaire).
Pour les articles homonymes, voir Geoffroy.
André Geoffroy, né le 27 août 1941 à Marseille et mort le 13 juillet 2019 à Pralognan-la-Vanoise, est un homme politique français.

## Biographie
Chirurgien gynécologue obstétricien de profession, André Geoffroy est maire de Solliès-Ville de mars 1983 à mars 2014 et président de la communauté de communes de la Vallée du Gapeau de décembre 1995 à avril 2014. 
En juillet 2002, Hubert Falco, sénateur du Var, est nommé au gouvernement de Jean-Pierre Raffarin et Geoffroy devient sénateur le 18 juillet 2002. Son mandat prend fin le 30 septembre 2004 et il n'est pas réélu.

## Mandats
- 1983 - 2014 : Maire de Solliès-Ville
- 1995 - 2014 : Président de la communauté de communes de la Vallée du Gapeau
- 2002 - 2004 : Sénateur du Var